# Hersiliola afghanica
Espèce
Hersiliola afghanica est une espèce d'araignées aranéomorphes de la famille des Hersiliidae.

## Distribution
Cette espèce est endémique de la province de Kaboul en Afghanistan,.

## Description
La femelle décrite par Marusik et Fet en 2009 mesure 5,5 mm

## Étymologie
Son nom d'espèce lui a été donné en référence au lieu de sa découverte, l'Afghanistan.

## Publication originale
- Roewer, 1960 : Solifugen und Opilioniden - Araneae Orthognathae, Haplogynae und Entelegynae (Contribution à l'étude de la faune d'Afghanistan 23). Göteborgs Kungliga Vetenskaps- och Vitterhets-Samhälles handlingar, Göteborg, Ser. B, Matematiska och naturvetenskapliga skrifter, vol. 8, no 7, p. 1-53.